# 浪平高原鰍
浪平高原鰍（學名：Triplophysa langpingensis）為輻鰭魚綱鯉形目條鰍科高原鰍屬的其中一種。分布於亞洲中國廣西壯族自治區田林縣浪平鄉溶洞，本魚體延長，前半部呈圓柱狀，後半部扁平，頭部平扁，眼部退化僅剩1小黑點，口下位，上下唇具皺褶，具觸鬚3對，無鱗片，體呈淡粉紅色，魚鰭透明，尾鰭叉形，體長可達7.5公分，棲息在洞穴底層水域，生活習性不明。

## 扩展阅读
維基物種上的相關：浪平高原鰍